# Taylor Nunatak
Il Taylor Nunatak è un grande nunatak (picco roccioso isolato) situato sul fianco orientale del Ghiacciaio Shackleton, appena a sud della parte terminale del Ghiacciaio Dick, nei Monti della Regina Maud, in Antartide.
La denominazione è stata assegnata dal gruppo sud della New Zealand Geological Survey Antarctic Expedition (NZGSAE) (1961–62) in onore di Thomas E. Taylor (1923-2008), topografo dell'United States Geological Survey (USGS), che aveva lavorato alla bocca del Ghiacciaio Shackleton durante le estati del 1960-61 e 1961–62, e nelle Pensacola Mountains nel 1962-63.